# Marcos Ros Sempere
Pour les articles homonymes, voir Sempere.
Marcos Ros Sempere, né le 24 mars 1974 à Murcie, est un architecte et homme politique espagnol, membre du Parti socialiste ouvrier espagnol. Il est député européen depuis 2020.

## Biographie
Marcos Ros Sempere obtient son diplôme en architecture de l'université polytechnique de Madrid en 2000 puis un doctorat de l'université Complutense de Madrid en 2005.
De 2003 à 2011, il est conseiller municipal de Murcie.
Il est candidat en 22e position sur la liste du PSOE lors des élections européennes de 2019 qui obtient vingt sièges. À l'occasion du Brexit, il obtient un siège au Parlement européen. Il est réélu en 2024.